# 20.ª etapa da Volta a Espanha de 2017
A 20.ª etapa da Volta a Espanha de 2017 teve lugar a 9 de setembro de 2017 entre Corvera de Asturias e Angliru sobre sobre um percurso de montanha de 117,5 km.

## Classificação da etapa
| \| Classificação por etapas \| Classificação por etapas \| Classificação por etapas \| Classificação por etapas \| Classificação por etapas \| \| Ciclista \| Ciclista \| Equipe \| Tempo \| \| \| ------------------------ \| ------------------------ \| ------------------------ \| ------------------------ \| ------------------------ \| \| 1. \| Alberto Contador \| Trek-Segafredo \| 3h31m33s \| \| \| 2. \| Wout Poels \| Team Sky \| + 17s \| \| \| 3. \| Chris Froome \| Team Sky \| + 17s \| \| \| 4. \| Ilnur Zakarin \| Katusha-Alpecin \| + 35s \| \| \| 5. \| Franco Pellizotti \| Bahrain-Merida \| + 51s \| \| \| 6. \| Vincenzo Nibali \| Bahrain-Merida \| + 51s \| \| \| 7. \| Steven Kruijswijk \| LottoNL-Jumbo \| + 51s \| \| \| 8. \| Wilco Kelderman \| Team Sunweb \| + 1m11s \| \| \| 9. \| Romain Bardet \| AG2R La Mondiale \| + 1m25s \| \| \| 10. \| Michael Woods \| Cannondale-Drapac \| + 1m36s \| \| |                   |                   |          |
| |                   |                   |          |
| Fonte: ProCyclingStats |                   |                   |          |
| Classificação por etapas |                   |                   |          |
| Ciclista | Ciclista          | Equipe            | Tempo    |
| 1. | Alberto Contador  | Trek-Segafredo    | 3h31m33s |
| 2. | Wout Poels        | Team Sky          | + 17s    |
| 3. | Chris Froome      | Team Sky          | + 17s    |
| 4. | Ilnur Zakarin     | Katusha-Alpecin   | + 35s    |
| 5. | Franco Pellizotti | Bahrain-Merida    | + 51s    |
| 6. | Vincenzo Nibali   | Bahrain-Merida    | + 51s    |
| 7. | Steven Kruijswijk | LottoNL-Jumbo     | + 51s    |
| 8. | Wilco Kelderman   | Team Sunweb       | + 1m11s  |
| 9. | Romain Bardet     | AG2R La Mondiale  | + 1m25s  |
| 10. | Michael Woods     | Cannondale-Drapac | + 1m36s  |

## Classificações ao final da etapa

### Classificação geral
| \| Classificação geral \| Classificação geral \| Classificação geral \| Classificação geral \| Classificação geral \| \| Ciclista \| Ciclista \| Equipe \| Tempo \| \| \| ------------------- \| ------------------- \| ------------------- \| ------------------- \| ------------------- \| \| 1. \| Chris Froome \| Team Sky \| 79h23m37s \| \| \| 2. \| Vincenzo Nibali \| Bahrain-Merida \| + 2m15s \| \| \| 3. \| Ilnur Zakarin \| Katusha-Alpecin \| + 2m51s \| \| \| 4. \| Alberto Contador \| Trek-Segafredo \| + 3m11s \| \| \| 5. \| Wilco Kelderman \| Team Sunweb \| + 3m15s \| \| \| 6. \| Wout Poels \| Team Sky \| + 6m45s \| \| \| 7. \| Michael Woods \| Cannondale-Drapac \| + 8m16s \| \| \| 8. \| Miguel Ángel López \| Astana \| + 8m59s \| \| \| 9. \| Steven Kruijswijk \| LottoNL-Jumbo \| + 11m04s \| \| \| 10. \| Tejay van Garderen \| BMC Racing Team \| + 15m36s \| \| |                    |                   |           |
| |                    |                   |           |
| Fonte: ProCyclingStats |                    |                   |           |
| Classificação geral |                    |                   |           |
| Ciclista | Ciclista           | Equipe            | Tempo     |
| 1. | Chris Froome       | Team Sky          | 79h23m37s |
| 2. | Vincenzo Nibali    | Bahrain-Merida    | + 2m15s   |
| 3. | Ilnur Zakarin      | Katusha-Alpecin   | + 2m51s   |
| 4. | Alberto Contador   | Trek-Segafredo    | + 3m11s   |
| 5. | Wilco Kelderman    | Team Sunweb       | + 3m15s   |
| 6. | Wout Poels         | Team Sky          | + 6m45s   |
| 7. | Michael Woods      | Cannondale-Drapac | + 8m16s   |
| 8. | Miguel Ángel López | Astana            | + 8m59s   |
| 9. | Steven Kruijswijk  | LottoNL-Jumbo     | + 11m04s  |
| 10. | Tejay van Garderen | BMC Racing Team   | + 15m36s  |

### Classificação por pontos
| Classificação por pontos | Classificação por pontos | Classificação por pontos | Classificação por pontos | Classificação por pontos |
| Ciclista                 | Ciclista                 | Equipe                   | Pontos                   |                          |
| ------------------------ | ------------------------ | ------------------------ | ------------------------ | ------------------------ |
| 1.                       | Chris Froome             | Team Sky                 | 153 pts                  |                          |
| 2.                       | Vincenzo Nibali          | Bahrain-Merida           | 128 pts                  |                          |
| 3.                       | Matteo Trentin           | Quick-Step Floors        | 127 pts                  |                          |
| 4.                       | Alberto Contador         | Trek-Segafredo           | 105 pts                  |                          |
| 5.                       | Wilco Kelderman          | Team Sunweb              | 97 pts                   |                          |
| 6.                       | Ilnur Zakarin            | Katusha-Alpecin          | 93 pts                   |                          |
| 7.                       | Miguel Ángel López       | Astana                   | 90 pts                   |                          |
| 8.                       | José Joaquín Rojas       | Movistar Team            | 70 pts                   |                          |
| 9.                       | Michael Woods            | Cannondale-Drapac        | 61 pts                   |                          |
| 10.                      | Esteban Chaves           | Orica-Scott              | 61 pts                   |                          |

### Classificação por equipas
| Classificação por equipes | Classificação por equipes | Classificação por equipes | Classificação por equipes |
| Equipe                    | Equipe                    | Tempo                     |                           |
| ------------------------- | ------------------------- | ------------------------- | ------------------------- |
| 1.                        | Astana                    | 237h56m27s                |                           |
| 2.                        | Movistar Team             | + 6m32s                   |                           |
| 3.                        | Sky                       | + 8m23s                   |                           |
| 4.                        | UAE Team Emirates         | + 49m27s                  |                           |
| 5.                        | Lotto NL-Jumbo            | + 1h07m45s                |                           |